# Ideal primo

Diagrama de Hasse de una parte del retículo de los ideales de los números enteros. Los nodos morados indican ideales primos. Los nodos morados y verdes son ideales semiprimos, y los nodos morados y azules son ideales primarios.

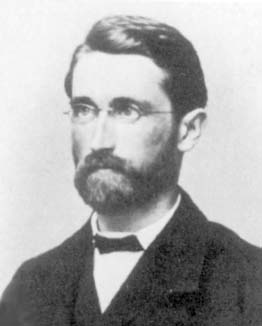
Para generalizar el Teorema Fundamental de la Aritmética de los números enteros (descomposición única en primos) a cualquier anillo de enteros algebraicos, J. W. R. Dedekind introdujo el concepto de ideales.

En álgebra abstracta, un ideal primo es un subconjunto de un anillo que presenta muchas de las propiedades importantes de los números primos en el anillo de los números enteros. Los ideales primos del anillo de los números enteros son los subconjuntos formados por todos los múltiplos de un número primo dado, junto con el ideal cero.
Todos los ideales primitivos son primos, y los ideales primos son tanto primarios como semiprimos.

## Ideales primos en anillos conmutativos

### Definición
Un ideal P de un anillo conmutativo {\displaystyle R} es primo si tiene las siguientes  dos propiedades:
- Para cualquier par de elementos {\displaystyle a} y {\displaystyle b} del anillo {\displaystyle R} tales que su producto {\displaystyle ab} pertenece a {\displaystyle P}, o bien {\displaystyle a} está en {\displaystyle P} o bien {\displaystyle b} está en {\displaystyle P} (o ambos lo están).
- {\displaystyle P} no es todo el anillo {\displaystyle R}.

Esto generaliza la siguiente propiedad de los números primos, conocida como lema de Euclides: si {\displaystyle p} es un número primo que divide al producto {\displaystyle ab} de dos números enteros, entonces {\displaystyle p} divide {\displaystyle a} o {\displaystyle p} divide {\displaystyle b}. Por lo tanto, se puede decir que
Un entero positivo {\displaystyle n} es un número primo si y sólo si {\displaystyle n\mathbb {Z} =\{nz\mid z\in \mathbb {Z} \}} es un ideal primo de {\displaystyle \mathbb {Z} }.

### Ejemplos
- Ejemplo sencillo: en el anillo {\displaystyle R=\mathbb {Z} }, el subconjunto de los números pares es un ideal primo.
- Dado un dominio de integridad {\displaystyle R}, cualquier elemento primo {\displaystyle p\in R} genera un ideal principal primo {\displaystyle (p)}. Por ejemplo, el generado por un polinomio irreducible {\displaystyle f(x_{1},\ldots ,x_{n})} en un anillo de polinomios {\displaystyle \mathbb {F} [x_{1},\ldots ,x_{n}]} sobre algún cuerpo {\displaystyle \mathbb {F} } . El criterio de Eisenstein puede usarse para determinar si cierto polinomio es irreducible.
- Si {\displaystyle R} denota el anillo {\displaystyle \mathbb {C} [X,Y]} de polinomios en dos variables con coeficientes complejos, entonces el ideal generado por el polinomio {\displaystyle Y^{2}-X^{3}-X-1} es un ideal primo (véase curva elíptica).
- En el anillo {\displaystyle \mathbb {Z} [X]} de todos los polinomios con coeficientes enteros, el ideal generado por {\displaystyle 2} y {\displaystyle X} es un ideal primo. Este ideal consiste en todos los polinomios que se pueden expresar como {\displaystyle 2} multiplicado por un elemento de {\displaystyle \mathbb {Z} [X]} sumado a {\displaystyle X} multiplicado por otro polinomio en {\displaystyle \mathbb {Z} [X]} (lo cual convierte el coeficiente constante del último polinomio en un coeficiente lineal). Por lo tanto, el ideal resultante consiste en todos aquellos polinomios cuyo coeficiente constante es par.
- En cualquier anillo {\displaystyle R}, todo ideal maximal es primo. Un ideal maximal es un ideal {\displaystyle M} que es maximal en el conjunto de todos los ideales propios de {\displaystyle R}, es decir, {\displaystyle M} está contenido en exactamente dos ideales de {\displaystyle R}: el propio {\displaystyle M} y el total {\displaystyle R}. En un dominio de ideales principales, todo ideal primo distinto de cero es maximal, pero esto no es cierto para cualquier anillo. Para el DFU {\displaystyle \mathbb {C} [x_{1},\dots ,x_{n}]}, el Teorema de los ceros de Hilbert afirma que todo ideal maximal es de la forma {\displaystyle (x_{1}-\alpha _{1},\ldots ,x_{n}-\alpha _{n})}, con {\displaystyle \alpha _{1},\dots ,\alpha _{n}\in \mathbb {C} }.
- Si {\displaystyle M} es una variedad diferenciable, {\displaystyle R} es el anillo de funciones reales suaves sobre {\displaystyle M} y {\displaystyle x} es un punto de {\displaystyle M}, entonces el conjunto de todas las funciones suaves {\displaystyle f} tales que {\displaystyle f(x)=0} forma un ideal primo (de hecho maximal) de {\displaystyle R}.

### Contraejemplos
- Considérese la composición de los siguientes dos cocientes

{\displaystyle \mathbb {C} [x,y]\to {\frac {\mathbb {C} [x,y]}{(x^{2}+y^{2}-1)}}\to {\frac {\mathbb {C} [x,y]}{(x^{2}+y^{2}-1,x)}}}
Aunque los dos primeros anillos son dominios de integridad (de hecho el primero es un DFU), el último no lo es, ya que es isomorfo a
{\displaystyle {\frac {\mathbb {C} [x,y]}{(x^{2}+y^{2}-1,x)}}\cong {\frac {\mathbb {C} [y]}{(y^{2}-1)}}\cong \mathbb {C} \times \mathbb {C} }
por el teorema chino del resto, porque {\displaystyle (y^{2}-1)} factoriza como {\displaystyle (y-1)(y+1)}.
Esto implica la existencia de divisores de cero en el anillo cociente y demuestra que el ideal {\displaystyle (x^{2}+y^{2}-1,x)\subset \mathbb {C} [x,y]} no es primo. (Véase la primera propiedad listada a continuación.)
- Otro contraejemplo es el ideal {\displaystyle (2,x^{2}+5)\subset \mathbb {Z} [x]}, ya que se tiene

{\displaystyle x^{2}+5-2\cdot 3=(x-1)(x+1)\in (2,x^{2}+5)}
pero ni {\displaystyle x-1} ni {\displaystyle x+1} son elementos del ideal, por lo que este no es primo.

### Propiedades
- Un ideal {\displaystyle I} en el anillo {\displaystyle R} (con unidad) es primo si y sólo si el anillo cociente {\displaystyle R/I} es un dominio de integridad. En particular, un anillo conmutativo (con unidad) es un dominio de integridad si y sólo si el ideal {\displaystyle (0)} es primo. (Nótese que el anillo trivial no tiene ideales primos, porque el ideal {\displaystyle (0)} es el anillo completo).
- Un ideal {\displaystyle I} es primo si y sólo si su conjunto complementario es multiplicativamente cerrado.[3]
- Todo anillo no trivial contiene al menos un ideal primo (de hecho, contiene al menos un ideal maximal), como consecuencia directa del teorema de Krull.
- La preimagen de un ideal primo bajo un homomorfismo de anillos es un ideal primo. El análogo no siempre es cierto para ideales maximales, lo cual es una de las razones por las que en geometría algebraica se define el espectro de un anillo como su conjunto de ideales primos en lugar de ideales maximales; se desea que un homomorfismo de anillos induzca una función entre sus espectros.
- El conjunto de todos los ideales primos (llamado el espectro del anillo) contiene elementos mínimos (llamados ideales primos minimales). Geométricamente, estos corresponden a componentes irreducibles del espectro.
- El ideal que resulta de la suma de dos ideales primos no es necesariamente primo. Por ejemplo, considérese el anillo {\displaystyle \mathbb {C} [x,y]} con los ideales primos {\displaystyle P=(x^{2}+y^{2}-1)} y {\displaystyle Q=(x)} (los ideales generados por {\displaystyle x^{2}+y^{2}-1} y {\displaystyle x} respectivamente). Sin embargo, su suma {\displaystyle P+Q=(x^{2}+y^{2}-1,x)=(y^{2}-1,x)} no es un ideal primo: {\displaystyle y^{2}-1=(y-1)(y+1)\in P+Q}, pero ninguno de los dos factores está en la suma. Alternativamente, el anillo cociente tiene divisores de cero, por lo que no es un dominio de integridad y por tanto {\displaystyle P+Q} no puede ser primo.
- No todo ideal que no pueda factorizarse en dos ideales es un ideal primo; por ejemplo {\displaystyle (x,y^{2})\subset \mathbb {R} [x,y]} no se puede factorizar pero no es primo.
- En un anillo conmutativo {\displaystyle R} no trivial, si todo ideal propio es primo, entonces el anillo es un cuerpo. (Si el ideal {\displaystyle (0)} es primo, entonces el anillo {\displaystyle R} es un dominio de integridad. Si {\displaystyle q} es un elemento de {\displaystyle R} distinto de cero y el ideal {\displaystyle (q^{2})} es primo, entonces contiene a {\displaystyle q} y por tanto {\displaystyle q} es invertible.)
- Un ideal principal distinto de cero es primo si y sólo si está generado por un elemento primo. En un DFU, todo ideal primo distinto de cero contiene un elemento primo.

### Usos
Uno de los usos de los ideales primos se da en geometría algebraica, donde una variedad algebraica se define como el conjunto de puntos donde se anulan todos los polinomios de un ideal de un anillo de polinomios. Resulta que las variedades irreducibles corresponden a ideales primos. En el enfoque abstracto moderno, se parte de un anillo conmutativo arbitrario y se convierte el conjunto de sus ideales primos, también llamado su espectro, en un espacio topológico, y así se pueden definir generalizaciones de las variedades llamadas esquemas, que tienen aplicaciones no sólo en geometría, sino también en teoría de números.
La introducción de los ideales primos en la teoría algebraica de números fue un gran paso adelante. La importante propiedad de factorización única de los enteros en factores primos, expresada en el teorema fundamental de la aritmética, no se cumple en todos los anillos de enteros algebraicos. Sin embargo, se encontró un sustituto general a este resultado cuando Richard Dedekind reemplazó los elementos por ideales y los elementos primos por ideales primos; véase dominio de Dedekind.

## Ideales primos en anillos no conmutativos
La noción de ideal primo se puede generalizar a anillos no conmutativos utilizando una definición análoga a la conmutativa, reemplazando elementos por ideales. Wolfgang Krull propuso esta idea en 1928. La siguiente definición puede encontrarse en textos como Goodearl y Lam. Si {\displaystyle R} es un anillo (posiblemente no conmutativo) y {\displaystyle P} es un ideal propio de {\displaystyle R}, se dice que {\displaystyle P} es primo si para cualesquiera dos ideales {\displaystyle A} y {\displaystyle B} de {\displaystyle R}:
- Si el producto de dos ideales {\displaystyle AB} está contenido en {\displaystyle P}, o bien {\displaystyle A} está contenido en {\displaystyle P} o bien {\displaystyle B} está contenido en {\displaystyle P} (o ambos lo están).

Se puede demostrar que esta definición es equivalente a la dada por elementos para el caso de anillos conmutativos. Se puede comprobar que si un ideal de un anillo no conmutativo satisface la definición conmutativa de primo, entonces también satisface la versión no conmutativa. Un ideal que satisface la definición conmutativa de primo se denomina a veces ideal completamente primo, para distinguirlo de los otros ideales meramente primos del anillo. Los ideales completamente primos son ideales primos, pero el recíproco no siempre es cierto. Por ejemplo, el ideal cero {\displaystyle (0)} del anillo de matrices {\displaystyle n\times n} sobre un cuerpo es un ideal primo, pero no es completamente primo.
Esto se aproxima más al punto de vista histórico de los ideales como números ideales, puesto que para el anillo {\displaystyle \mathbb {Z} }, "{\displaystyle (a)} está contenido en {\displaystyle (p)}" es otra forma de decir “{\displaystyle p} divide a {\displaystyle a}”, y el ideal total {\displaystyle R=(1)} representa la unidad.
Las siguientes propiedades también son equivalentes a que el ideal {\displaystyle P\neq R} sea primo:
- Para todo par de elementos {\displaystyle a} y {\displaystyle b} de {\displaystyle R}, la inclusión {\displaystyle (a)(b)\subseteq P} implica {\displaystyle a\in P} o {\displaystyle b\in P}.
- Para todo par de ideales por la derecha {\displaystyle A} y {\displaystyle B} de {\displaystyle R}, la inclusión {\displaystyle AB\subseteq P} implica {\displaystyle A\subseteq P} o {\displaystyle B\subseteq P}.
- Para todo par de ideales por la izquierda {\displaystyle A} y {\displaystyle B} de {\displaystyle R}, la inclusión {\displaystyle AB\subseteq P} implica {\displaystyle A\subseteq P} o {\displaystyle B\subseteq P}.
- Para todo par de elementos {\displaystyle a} y {\displaystyle b} de {\displaystyle R}, la inclusión {\displaystyle aRb\subseteq P} implica {\displaystyle a\in P} o {\displaystyle b\in P}.

Los ideales primos en anillos conmutativos se caracterizan por tener complementos multiplicativamente cerrados en {\displaystyle R} y, con ligeras modificaciones, se puede formular una caracterización similar para ideales primos en anillos no conmutativos. Un subconjunto no vacío {\displaystyle S\subseteq R} se llama un m-sistema si para cualesquiera {\displaystyle a} y {\displaystyle b} en {\displaystyle S}, existe {\displaystyle r} en {\displaystyle R} tal que {\displaystyle arb} está en S. La siguiente propiedad se puede añadir a la lista de condiciones equivalentes anterior:
- El complemento {\displaystyle R\setminus P} es un m-sistema.

### Ejemplos
- Todo ideal primitivo es primo.
- Al igual que en los anillos conmutativos, los ideales maximales son primos, y el conjunto de ideales primos también contiene ideales primos minimales.
- Un anillo es un anillo primo si y sólo si el ideal cero es un ideal primo, y un anillo es un dominio si y sólo si el ideal cero es un ideal completamente primo.
- Si {\displaystyle A} es un {\displaystyle R}-módulo distinto de cero y {\displaystyle P} es un elemento maximal en el conjunto parcialmente ordenado de ideales aniquiladores de submódulos de {\displaystyle A}, entonces {\displaystyle P} es primo.

## Propiedades importantes
- Lema de evitación de primos. Si {\displaystyle R} es un anillo conmutativo, y {\displaystyle A} es un subanillo (posiblemente sin unidad) e {\displaystyle I_{1},\dots ,I_{n}} es una colección de ideales de {\displaystyle R} con a lo sumo dos de ellos no primos, entonces si {\displaystyle A} no está contenido en ningún {\displaystyle I_{j}}, tampoco está contenido en la unión {\displaystyle \bigcup I_{1},\dots ,I_{n}} de todos ellos.[8]En particular, {\displaystyle A} puede ser un ideal de {\displaystyle R}.
- Si {\displaystyle S} es un subconjunto multiplicativamente cerrado de {\displaystyle R}, entonces un lema debido a Krull afirma que existe un ideal de {\displaystyle R} tal que es maximal con respecto a ser disjunto de {\displaystyle S}, y además dicho ideal es primo. En el caso {\displaystyle S=\{1\}}, se tiene el teorema de Krull, que recupera los ideales maximales de {\displaystyle R}. Otro sistema multiplicativamente cerrado típico es el conjunto {\displaystyle \{x,x^{2},x^{3},x^{4},\dots \}} de todas las potencias positivas de un elemento no nilpotente.[9]
- Para un ideal primo {\displaystyle P}, el complemento {\displaystyle R\setminus P} tiene otra propiedad además de ser un sistema multiplicativamente cerrado: si {\displaystyle xy} está en {\displaystyle R\setminus P}, entonces tanto {\displaystyle x} como {\displaystyle y} deben estar en {\displaystyle R\setminus P}, ya que {\displaystyle P} es un ideal. Un conjunto que contiene los divisores de todos sus elementos se llama saturado. Si el anillo {\displaystyle R} es conmutativo, el recíproco de la afirmación anterior también es cierto: si {\displaystyle S} es un subconjunto saturado no vacío y multiplicativamente cerrado de {\displaystyle R}, el complemento {\displaystyle R\setminus S} es una unión de ideales primos de {\displaystyle R}.[10]
- La intersección de todos los miembros de una cadena descendente de ideales primos es un ideal primo, y en un anillo conmutativo la unión de todos los miembros de una cadena ascendente de ideales primos es un ideal primo. Por el lema de Zorn, estas observaciones implican que el conjunto de ideales primos de un anillo conmutativo (parcialmente ordenado por inclusión) tiene elementos maximales y minimales.

## Relación con la maximalidad
Los ideales primos pueden construirse como elementos maximales de ciertas colecciones de ideales. Por ejemplo:
- Un ideal tal que es maximal entre aquellos que tienen intersección vacía con un conjunto multiplicativamente cerrado fijo es primo.
- Un ideal tal que es maximal entre los ideales aniquiladores de submódulos de un {\displaystyle R}-módulo fijo {\displaystyle M} es primo.
- En un anillo conmutativo, un ideal tal que es maximal entre los no principal (es decir, un ideal maximal) es primo.[11]
- En un anillo conmutativo, un ideal tal que es maximal entre los que no son contablemente generados es primo.[12]